# Liste der Bodendenkmale in Königsbrück
In der Liste der Bodendenkmale in Königsbrück sind die Bodendenkmale der Gemeinde Königsbrück und ihrer Ortsteile nach dem Stand der Auflistung von Harald Quietzsch und Heinz Jacob aus dem Jahr 1982 aufgelistet. Eventuelle Änderungen und Ergänzungen, insbesondere aus der Zeit nach der Wende, sind nicht berücksichtigt, da für Sachsen aktuell keine neueren allgemein zugänglichen Bodendenkmallisten vorliegen. Die Baudenkmale sind in der Liste der Kulturdenkmale in Königsbrück aufgeführt.
| Denkmal-ID | Fundart            | Ortsteil    | Bezeichnung | Zeitstellung    | Lage | Bemerkungen | Bild |
| ---------- | ------------------ | ----------- | ----------- | --------------- | --- | --- | ---- |
| ?          | besonderer Stein   | Gräfenhain  | Steinkreuz  | Spätmittelalter | südlicher Ortsausgang, nordöstlich an der Dorfstraße                                                                      | Hacke eingezeichnet, Schutz seit 12. Oktober 1971                                                                     |      |
| ?          | besonderer Stein   | Gräfenhain  | Kreuzstein  | Spätmittelalter | nordwestlich des Orts, im Gehölz an der Südwestseite des Wegs, der zum nordwestlich gelegenen ehemaligen Steinbruch führt | Vertieft eingehauenes Kreuz, Schutz seit 29. September 1971                                                           |      |
| ?          | Befestigung > burg | Königsbrück | Wehranlage  | Mittelalter     | westsüdwestlicher Ortsrand, Schlosskomplex                                                                                | durch Schlossanlagen überbaut und dadurch weitgehend überformt, Schutz seit 28. Juli 1936, erneuert 12. November 1956 |      |
| ?          | besonderer Stein   | Königsbrück | Steinkreuz  | Spätmittelalter | westsüdwestlich des Ortskerns, westsüdwestlicher Parkrand                                                                 | Schwerteinzeichnung, Schutz seit 27. Oktober 1971                                                                     |      |
| ?          | besonderer Stein   | Königsbrück | Steinkreuz  | Spätmittelalter | westlicher Ortsteil, westnordwestlich der Kirche, eingemauert in die östliche Ufermauer des Mühlgrabens                   | Schwerteinzeichnung, Schutz seit 27. Oktober 1971                                                                     |      |